# Ophiomusium familiare
Ophiomusium familiare är en ormstjärneart som beskrevs av Jean Baptiste François René Koehler 1897. Ophiomusium familiare ingår i släktet Ophiomusium och familjen Ophiolepididae. Inga underarter finns listade i Catalogue of Life.